# Liste der indischen Botschafter in Laos
Das Kanzleigebäude befindet sich im Diplomatenviertel auf der Straße von Thadeua Road (Km3) auf der Höhe des Abzweiges nach Phonton (Sokpaluang) in Vientiane
| Ernannt / Akkreditiert | Leiter der Mission         | Bemerkungen | ernannt von          | Premierminister von Laos | Posten verlassen |
| ---------------------- | -------------------------- | --- | -------------------- | ------------------------ | ---------------- |
| 18. Aug. 1955          | Niagoj Vasdev Raj Kumar    | Generalkonsul | Jawaharlal Nehru     | Suvanna Phūmā            | Aug. 1956        |
| 13. Okt. 1956          | Raja Saheb of Khetri       | | Jawaharlal Nehru     | Sounthone Pathammavong   | Mai 1959         |
| 29. Juli 1959          | Perala Ratnam              | | Jawaharlal Nehru     | Suvanna Phūmā            | Aug. 1962        |
| 19. Sep. 1962          | S. Bikram Shah             | 1970: Botschafter in Madrid, 1972: Botschafter in Accra Ghana, 1974 Botschafter in Monrovia, 1979: Botschafter in Ankara. | Lal Bahadur Shastri  | Suvanna Phūmā            | Sep. 1965        |
| 13. Nov. 1965          | Binalendu Kumar Sanyal     | 1968–1970 Botschafter in Buenos Aires, 1969: Botschafter in Asución,                                                      | Indira Gandhi        | Suvanna Phūmā            | März 1968        |
| 1968                   | Alfred Silvester Gonsalves | | Indira Gandhi        | Suvanna Phūmā            | 1971             |
| 1972                   | Baglodi Deva Rao           | | Indira Gandhi        | Suvanna Phūmā            | 1975             |
| 1976                   | E. A. Srinivasan           | | Indira Gandhi        | Kaysone Phomvihane       | 1979             |
| 12. Nov. 1979          | Prithvi Raj Sood           | | Indira Gandhi        | Kaysone Phomvihane       | 15. März 1982    |
| 6. Sep. 1983           | Shiv Kumar                 | | Rajiv Gandhi         | Kaysone Phomvihane       | 1. Juli 1987     |
| 21. März 1988          | Govind Mahadeo Jhambolkar  | | P. V. Narasimha Rao  | Khamtay Siphandone       | 31. März 1992    |
| 10. Nov. 1992          | Gauri Shankar Rajhans      | | P. V. Narasimha Rao  | Khamtay Siphandone       | 1. Juli 1994     |
| 31. Jan. 1995          | Himachal Som               | | Inder Kumar Gujral   | Khamtay Siphandone       | 19. Juni 1997    |
| 26. Nov. 1997          | Sukh Deo Muni              | | Atal Bihari Vajpayee | Sisavath Keobounphanh    | 11. Dez. 1999    |
| 26. Apr. 2000          | Lavanya Prasad             | | Atal Bihari Vajpayee | Boungnang Vorachith      | Juli 2003        |
| 30. Aug. 2003          | Tsewang Topden             | | Manmohan Singh       | Bouasone Bouphavanh      | 14. Sep. 2006    |
| 13. Okt. 2006          | Suresh Kumar Goel          | | Manmohan Singh       | Thongsing Thammavong     | 9. Apr. 2010     |
| 28. Apr. 2010          | Jitendra Nath Misra        | | Manmohan Singh       | Thongsing Thammavong     | 31. Aug. 2011    |